# Kalmár Magda (újságíró)
Hevesi Endréné, Kalmár Magda (írásait - házasságkötésüket követően - leggyakrabban Hevesi Magda néven írta alá) (Budapest, Terézváros, 1905. január 5. – 1994. december 28.) könyvtáros, újságíró, Hevesi Endre felesége, a Hevesi Endre-díj alapítója.

## Élete
Kalmár Adolf (1873–1943) villanyszerelő és Sonnenfeld Lilla (1882–1911) lánya. Édesanyját korán elvesztette, mostohaanyjával (Ehrlich Gizellával) gyerekkorától rossz viszonyban volt. Jó tanulóként iskolája támogatásával állami ösztöndíjat szerezve járhatta a polgárit. 15 évesen hagyta el a szülői házat. Újságírói pályáját 1922-ben a Pesti Hírlapnál színházi rovatvezetőként kezdte, majd számos lap munkatársa volt. Írásait Az Újság és Incze Sándor lapja, a Színházi Élet is közölte; az a lap, ahol későbbi férjével Hevesi Endrével megismerkedett. A numerus clausus rá is vonatkozó korlátozásai miatt nem tanulhatott tovább, de autodidakta módon, olvasással elmélyült műveltséget szerzett, többek közt két nyelven: angolul és németül is megtanult. 1924. november 30-án nőül ment Schwarz Jenő banktisztviselőhöz, akitől nyolc évvel később elvált. 1945-ben Zsolt Béla lapjánál, a Haladásnál dolgozott.
Az 1950-es években a Középülettervező Vállalatnál, majd a Lakótervnél volt könyvtáros. A forradalom után a Népszabadságnak írt, ahol férje megalapította a tudományos-technikai rovatot. Írásait a Magyar Nemzetben, a Nők Lapjában, a Ludas Matyiban, és az Új Tükörben is közölték, kifejezetten tudományos és technikai írásait az Univerzum, a Mai Magazin, az IPM és a Szabadidő Magazin jelentette meg. A rendszerváltást követően a Pesti Hírlapban jelentek meg anyagai.
Teljes szellemi frissességben érte meg a 89. életévét, néhány nappal 90. születésnapja előtt hunyt el 1994 karácsonya után.

## A díj alapítása
Férje 1984-ben hunyt el, három évvel később 1987-ben az ő emléke megőrzésére alapította a Hevesi Endre-díjat, amit tudományos újságírók elismerésére ad át évente az Magyar Újságírók Országos Szövetsége.

## Díjai, elismerései
- Aranytoll (1988)[11]